# Destruição de Varsóvia
A destruição de Varsóvia foi a destruição substancial da cidade pela Alemanha nazista no final de 1944, após a Revolta de Varsóvia de 1944 da resistência polonesa . A revolta enfureceu os líderes alemães, que decidiram destruir a cidade como retaliação.

## Plano pré-guerra de destruição

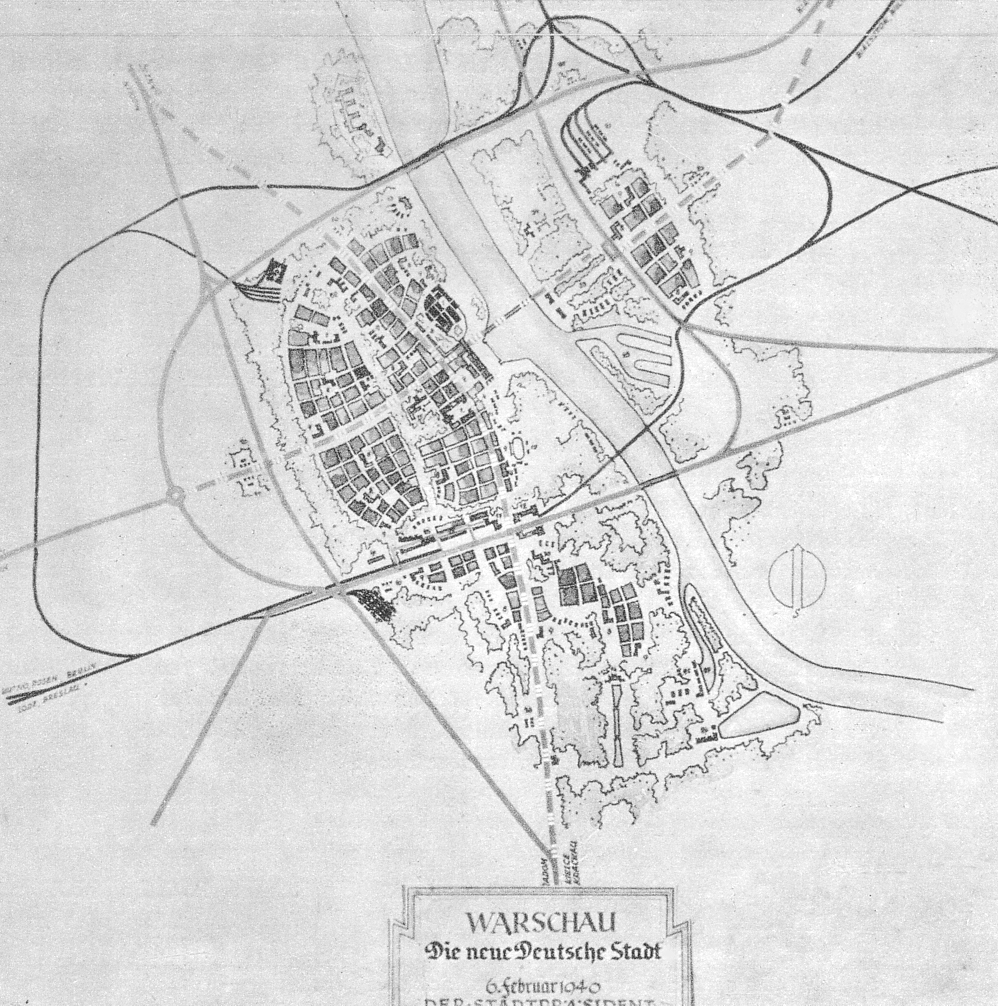
Plano para Neue deutsche Stadt Warschau ("Nova cidade alemã de Varsóvia")

Em 20 de junho de 1939, enquanto Adolf Hitler visitava um escritório de arquitetura em Würzburg am Main, ele notou um projeto de uma futura cidade alemã - Neue deutsche Stadt Warschau . De acordo com o Plano Pabst, Varsóvia seria transformada em uma cidade provincial alemã de 130.000 habitantes. Os planejadores do Terceiro Reich elaboraram desenhos precisos delineando um núcleo histórico "germânico", onde alguns marcos selecionados seriam salvos, como o Castelo Real, que serviria como residência oficial de Hitler. O Plano, composto por 15 desenhos e um modelo arquitetônico em miniatura, recebeu o nome do arquiteto do exército alemão Friedrich Pabst, que refinou o conceito de destruir o moral e a cultura de uma nação destruindo suas manifestações físicas e arquitetônicas. O projeto da nova cidade alemã real sobre o local de Varsóvia foi concebido por Hubert Gross. O rescaldo do fracasso da Revolta de Varsóvia apresentou uma oportunidade para Hitler começar a realizar sua concepção pré-guerra. 

## Reconstrução de Varsóvia

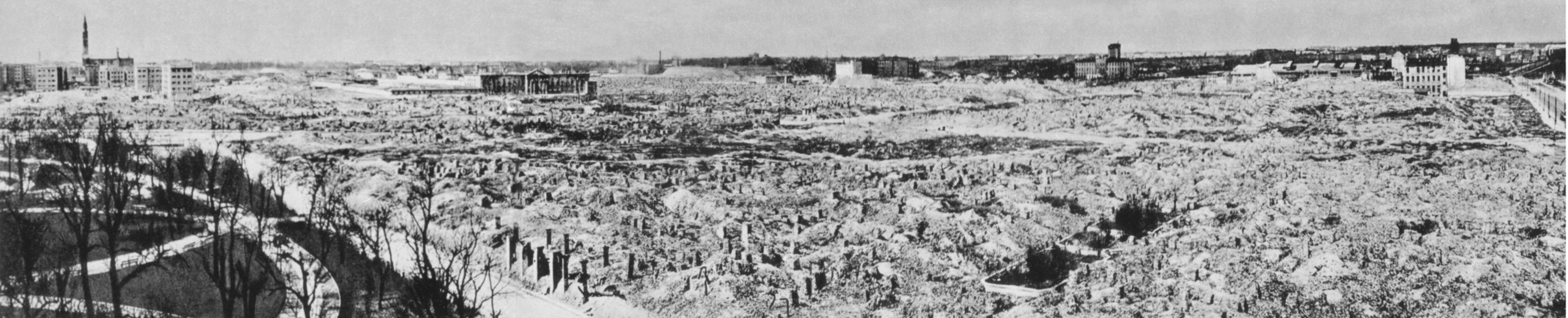
Seção de Varsóvia arrasada, foto c. 1950. Vista noroeste dos Jardins Krasiński e da Rua Świętojerska.

Varsóvia foi reconstruída pelo povo polonês entre as décadas de 1950 e 1970. Alguns marcos foram reconstruídos até a década de 1980. Enquanto a Cidade Velha foi totalmente reconstruída, a Cidade Nova foi apenas parcialmente restaurada ao seu estado anterior.